# Montañas Kepler
Las montañas Kepler son una pequeña estribación montañosa de los Alpes del Sur de Nueva Zelanda, en la isla meridional de Nueva Zelanda. Se localizan en el brazo de tierra delimitado por los lagos Manapouri (al suroeste) y Te Anau (al noreste), en el entorno del Parque nacional de Fiordland. La localidad más cercana es Te Anau, a unos 10 km al oeste.
La máxima elevación de la zona es el pico Lake Victoria, con una altura de 1710 metros sobre el nivel del mar.

## Ruta Kepler
La Ruta Kepler (nombre original en inglés: Kepler Track) es un recorrido en forma de circuito de senderismo alpino y semi-alpino que se desarrolla en el Parque nacional de Fiordland. Toma su nombre de las montañas que recorre en la parte suroeste del itinerario.
El camino es administrado por el New Zealand Department of Conservation (DOC), que lo ha clasificado en la categoría de Great Walk. Es un largo bucle de 60 km equipado con refugios, que atraviesa diferentes paisajes. El punto más alto de la ruta es la cima del Monte Luxmore, a 1400 metros.
|  |  |

A diferencia de otros senderos del parque nacional Fiordland, la Kepler Track no es un recorrido tradicional maorí, sino que fue construido específicamente para satisfacer el creciente flujo de senderistas. Se abrió al público en febrero de 1988.

## Eponimia
- El nombre del sistema montañoso es un homenaje al astrónomo alemán Johannes Kepler (1571-1630).
- Con ocasión del Año Internacional de la Astronomía en 2009, dos de sus picos fueron denominados oficialmente: el monte Pickering (en memoria del científico William Hayward Pickering) y el monte Tinsley (por la cosmóloga Beatrice Tinsley).[1][2]